# Čarovina
Čarovina (izvirno srbsko Чаровина) je naselje v Srbiji, ki upravno spada pod Občino Tutin; slednja pa je del Raškega upravnega okraja.

## Demografija
V naselju, katerega izvirno (srbsko-cirilično) ime je Чаровина, živi 150 polnoletnih prebivalcev, pri čemer je njihova povprečna starost 29,6 let (32,0 pri moških in 27,8 pri ženskah). Naselje ima 43 gospodinjstev, pri čemer je povprečno število članov na gospodinjstvo 5,53.
|  |

| Demografija | Demografija     | Demografija     |
| Leto        | Št. prebivalcev | Št. prebivalcev |
| ----------- | --------------- | --------------- |
|             |                 |                 |
|             |                 |                 |
|             |                 |                 |
|             |                 |                 |
| 1948        | 157             |                 |
| 1953        | 188             |                 |
| 1961        | 232             |                 |
| 1971        | 254             |                 |
| 1981        | 299             |                 |
| 1991        | 284             | 275             |
| 2002        | 325             | 238             |
|             |                 |                 |

| Etnična sestava po popisu iz leta 2002 | Etnična sestava po popisu iz leta 2002 | Etnična sestava po popisu iz leta 2002 | Etnična sestava po popisu iz leta 2002 | Etnična sestava po popisu iz leta 2002 |
| -------------------------------------- | -------------------------------------- | -------------------------------------- | -------------------------------------- | -------------------------------------- |
| Bošnjaki                               | Bošnjaki                               |                                        | 237                                    | 99,57%                                 |
| Neznano                                | Neznano                                |                                        | 0                                      | 0,0%                                   |